# Florence Oboshie Sai-Coffie

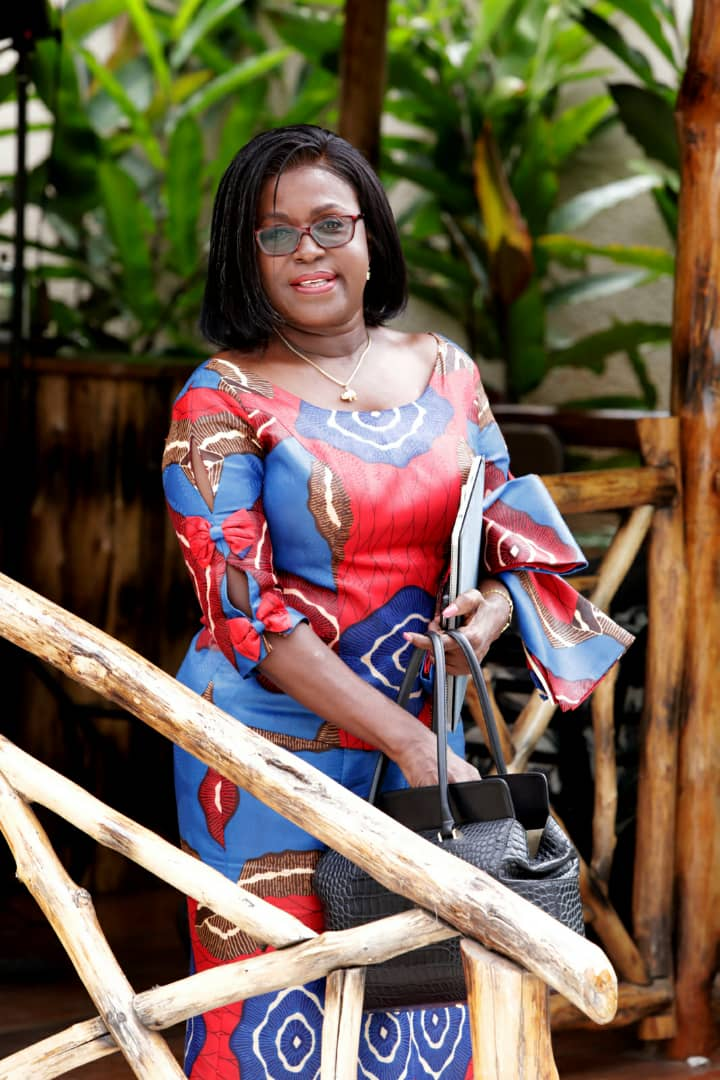
Florence Oboshie Sai-Coffie, 2022

Florence Oboshie Sai-Coffie, auch: Oboshie Sai-Cofie oder Oboshie Sai Cofie,  (* 6. April 1953) ist eine führende Politikerin in Ghana. Sie war in der zweiten Amtszeit von Präsident John Agyekum Kufuor Vizeministerin im Ministerium für Information zwischen 2005 und dem 31. Juli 2007. Mit Wirkung zum 1. August 2007 wurde sie selbst durch Präsident Kufuor zur Ministerin für Information und nationale Orientierung ernannt und damit Amtsnachfolgerin von Kwamina Bartels.